# Остин, Альфред
А́льфред О́стин (англ. Alfred Austin; 30 мая 1835, Хедингли, близ Лидса — 2 июня 1913, Ашфорд) — английский журналист и поэт.
Остин родился в пригороде Лидса Хедингли. Отец Джозеф Остин — коммерсант из Лидса, мать — сестра инженера Джозефа Локка, члена парламента города Хонитон. Учился в колледжах Стоунихерст и Оскотт, в 1853 году окончил Лондонский университет. Через четыре года устроился на должность адвоката, проработал до 1861 года, затем посвятив себя литературному поприщу. В этом году вышла его первая сатира «The Season». В 1870 году опубликован сборник критических статей «The Poetry of the Period», сатира которого была направлена против Альфреда Теннисона, Роберта Браунинга, Метью Арнольда и Алджернона Чарлза Суинберна. Книга вызвала массу критических замечаний. В 1881 году Остин вновь обратился к написанию поэзии, создав трагедию «Savonarola» («Савонарола»), позже написал «Soliloquies» («Монологи», 1882), «Prince Lucifer» («Принц Люцифер», 1887), «England's Darling» (1896), «The Conversion of Winckelmann» («Превращение Винкельмана», 1897) и др. 
Придерживаясь консервативных взглядов в политике, несколько лет был редактором «The National Review», писал передовицы для «The Standard». После смерти Теннисона в 1892 году ни один из поэтов-современников не мог претендовать на почётное звание поэта-лауреата (придворного поэта), кроме Суинберна и Уильяма Морриса, которые не рассматривались по иным причинам. В течение нескольких лет поэта-лауреата не назначали. На должность претендовали несколько поэтов, но в итоге в 1896 году был назначен Остин после отказа Морриса. Как поэт-лауреат, его произведения, приуроченные к определённым событиям, подверглись враждебной критике, как, например, сочинение 1896 года во славу Джеймсона Рейда. 
Поэзия и лучшая проза Остина характеризуются искренней и задушевной любовью к природе, например, его идиллии «The Garden that I love» («Сад, который я любил») и «In Veronica's Garden» («В саду Вероники»). В 1903 году драма Остина «Flodden Field» («Флодденское сражение») поставлена в Лондонском королевском театре.